# Sint-Leonarduskerk (Frankfurt)
De Sint-Leonarduskerk (Duits: Sankt Leonhardskirche) is een rooms-katholieke kerk in de Duitse stad Frankfurt am Main. Als een van de weinige binnenstadskerken bleef het kerkgebouw tijdens de bombardementen in de Tweede Wereldoorlog vrijwel ongedeerd. De kerk ligt in het oude stadscentrum aan de noordelijke Mainoever. Gemeten naar het historische belang van de kerk ontsnapt de kerk te vaak aan de aandacht van de bezoeker van de stad.

## Geschiedenis

### De bouw tot de reformatie
De Leonarduskerk was na de Frankfurter Dom de tweede stiftskerk van de stad. Tot ver in de middeleeuwen was de kerk een tussenstation van twee belangrijke pelgrimswegen. Ten tijde van de Kruistochten lag de Leonarduskerk aan de pelgrimsroute naar de heilige stad Jeruzalem. Het andere pelgrimspad, de Jacobsweg, leidde via Saint-Léonard-de-Noblat naar Santiago de Compostella. De kerk lag bovendien aan de Main op een plaats waar veel vissers en scheepslieden aanmeerden voor oponthoud.
In de loop van de 14e eeuw werd de kerk door schenkingen steeds rijker en voorzien van vele kunstschatten, al liep het gebouw, net als andere kerken in Frankfurt, grote schade op tijdens de Magdalenavloed in 1342. De stiftkerk raakte eind 14e eeuw in een bittere strijd verwikkeld met het stadsbestuur. Het ene conflict ging over het opleggen van belastingen. Daarnaast werd de kerk door de aanleg van nieuwe verdedigingswerken belemmerd in de mogelijkheid om verder in de lengte uit te bouwen. Onmiddellijk ten zuiden van de kerk werd in dit kader een massieve weertoren gebouwd, die in de volksmond als snel de Leonhardsturm ging heten. Deze toren en de gelijknamige poort werd de reden dat de kerk een gedrongen gestalte kreeg; de kerk kon namelijk slechts in de breedte uitbreiden. In beide conflicten moest het stift het afleggen tegen de belangen van de stad.
Vanaf het jaar 1425 werd begonnen met de gotisering van de kerk. De verbouw tot een laatgotische hallenkerk duurde door regelmatig oponthoud wegens financiële perikelen tot 1523. Het huidige aanzien van zowel het exterieur als het interieur van de Leonarduskerk dateert grotendeels uit deze periode.

### Reformatie tot de secularisatie
Nog tijdens de laatste fase van de gotische verbouw begon de reformatie in Frankfurt. In april 1521 logeerde Maarten Luther op zijn reis naar de Rijksdag van Worms in een herberg op een steenworp afstand van de Leonarduskerk. De nieuwe leer had al aardig aan invloed gewonnen in de stad, maar om een conflict met de keizer en de aartsbisschop van Mainz te voorkomen stelde het stadsbestuur zich in eerste instantie neutraal op. Op aandrang van de burgers beriep de stad in 1525 toch hervormde predikanten. Vanaf 1533 koos de stad openlijk de zijde van de nieuwe leer en met de toetreding van Frankfurt tot het Schmalkaldisch Verbond raakten de stiftsheren van Sint-Leonardus nog verder geïsoleerd. Om aan de militaire verplichtingen te kunnen voldoen, liet de stad beslag leggen op een deel van de kerkschat. Pas toen het stadsbestuur besefte dat het geen weerstand kon bieden tegen de keizerlijke troepen, werd er ingezet op diplomatie. In ruil voor keizerlijke privileges opende de stad op 29 december 1546 haar poorten voor de troepen van de keizer. Tegen de zin van de meerderheid van de bevolking zette het stadsbestuur het Interim van Augsburg door. De stad bleef Luthers, maar de stifts- en kloosterkerken werden teruggegeven aan de katholieke kerk. Vanaf 1548 werd ook in de Leonarduskerk de katholieke eredienst heringevoerd, nadat sinds 1542 de stad protestantse diensten in de kerk mogelijk had gemaakt. Desondanks waren de tijden veranderd en had het stift het moeilijk; het was gebeurd met de eens zo bloeiende Latijnse school van het stift, er was voortdurende gebrek aan geld en het aantal kanunniken daalde op een bepaald moment tot een dieptepunt. Pas aan het einde van de 16e eeuw werd de situatie beter. Toen Frankfurt in de Dertigjarige Oorlog van 1631 tot 1635 door Zweedse troepen werd bezet, moest de stad de Dom en de Onze-Lieve-Vrouwekerk ter beschikking stellen aan de Lutherse godsdienst. Grote delen van de kerkschatten van de kerken werd in beslag genomen en verdeeld onder de aanhangers van de bezetter. Alleen de Leonarduskerk bleef rooms-katholiek en verschoond van confiscatie van kerkelijke goederen. In de 17e eeuw bloeide rond de kerk de boekenhandel en het stift, dat er financieel niet al te best voor stond, pikte daarvan een graantje mee door ruimte in de kerk te verhuren voor de opslag van boeken. Dat dat niet gebeurde met de goedkeuring van iedereen, blijkt uit een brief van een katholieke boekhandelaar uit 1638, gericht aan de aartsbisschop van Mainz. Hierin wordt geklaagd over de "stapels ketterse boeken die tot op de altaren van de kapellen liggen opgestapeld" en "de ketters die tijdens de viering van de heilige mis zonder enige vorm van respect met boeken de kerk in en uitlopen".

### Het einde van het stift
Het einde van het Leonardusstift kwam na de Franse Revolutie. In oktober 1792 bezetten Franse troepen de stad. Eén jaar later werd het stift ontwijd en als magazijn gebruikt. Met het Reichsdeputationshauptschluss in 1803 werd het stift ook juridisch opgedoekt. De kerk liep in 1806 nog meer schade op toen er Pruisische krijgsgevangenen werden opgesloten. Het gehavende en geplunderde gebouw werd in opdracht van vorst-primaat Karl Theodor von Dalberg in 1808 weer gerestaureerd.

### 20e eeuw
In de 20e eeuw veranderde er weinig aan de kerk. Als enige dotatiekerk ontsnapte de Leonarduskerk in de Tweede Wereldoorlog aan verwoesting. Bij de zware luchtaanvallen in maart 1944, waarbij het oude historische centrum van de stad werd vernietigd, kreeg de kerk geen directe treffers te verduren. Een beginnende brand aan het dak werd door twee vrouwen geblust. Delen van de westelijke gevel stortten in op het zuidelijke kerkschip, waarbij het orgel en het Maria-altaar verloren gingen. Het centrale altaarschilderij met Maria en Kind kon nog net op tijd worden gered. De verwoesting van de twee romaanse torens uit de 13e eeuw was in kunsthistorische opzicht een zwaarder verlies. De brand in de torens luidde ook het einde in van de middeleeuwse klokken, die juist vanwege de monumentale waarde niet op het klokkenkerkhof terecht waren gekomen. Al in 1946 was de meeste schade aan het gebouw weer hersteld. In 1956 kreeg de kerk nieuwe klokken en enkele jaren later werd ook het in de oorlog verwoestte orgel weer vervangen door een nieuw orgel. De kerk werd ter gelegenheid van het 750-jarig jubileum in de jaren 60 omvangrijk gerestaureerd.
Tegenwoordig is de kerk een filiaalkerk van de Bartholomeüs-dom en is de Sint-Leonarduskerk de parochiekerk voor de internationale Engelstalige rooms-katholieke gemeenschap.

## Afbeeldingen

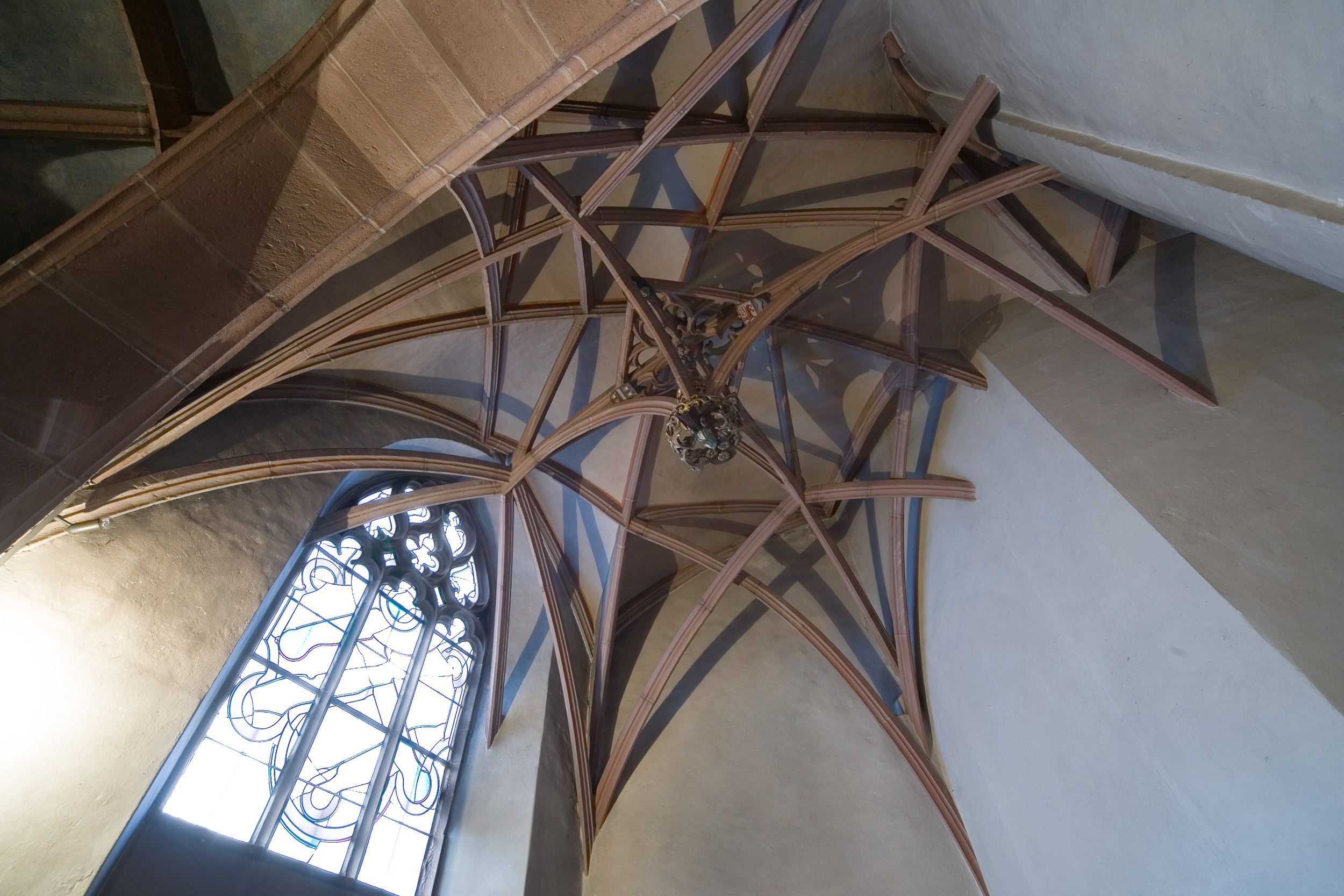
Hangend gewelf in de Salvatorkapel
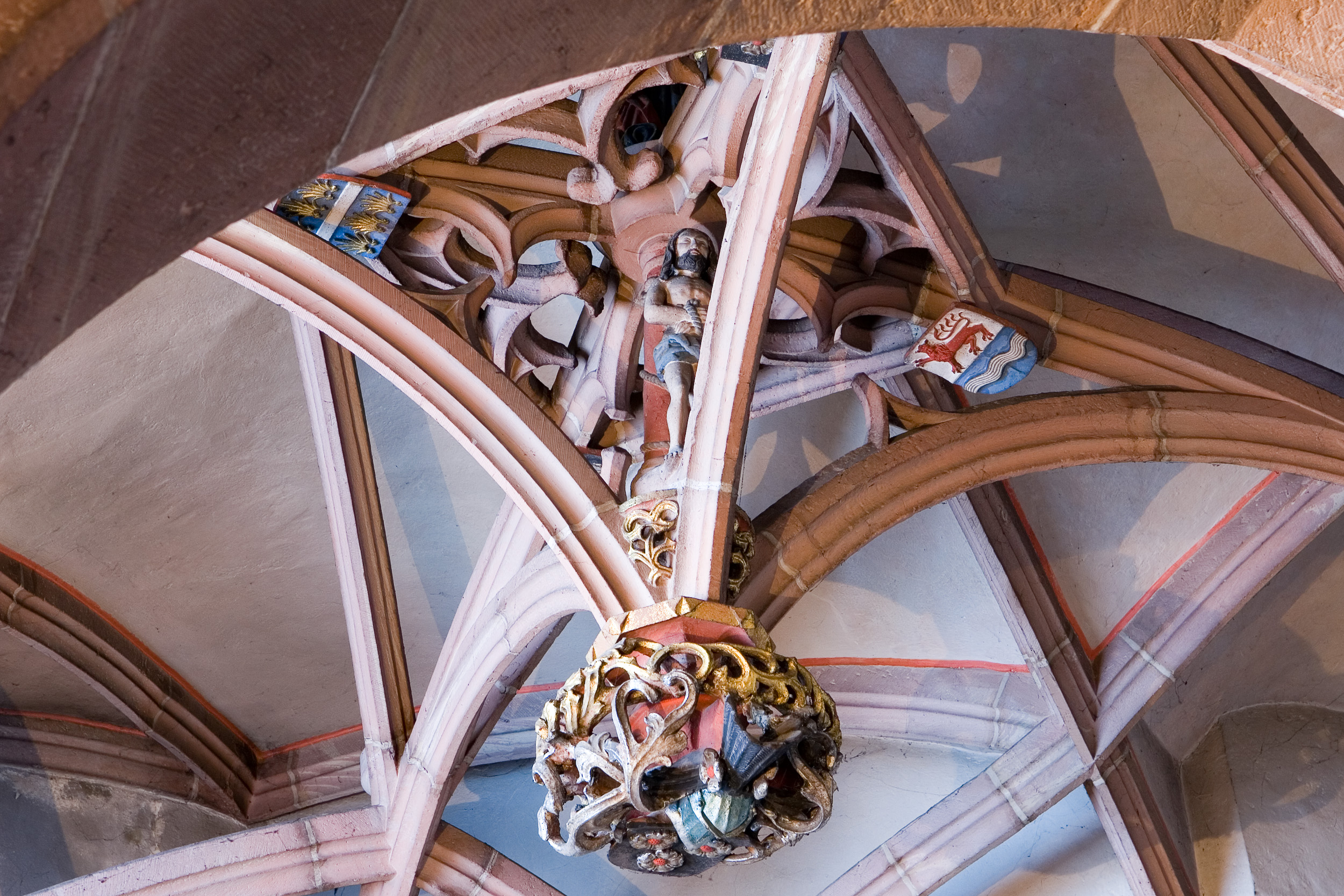
Sluitsteen hangend gewelf
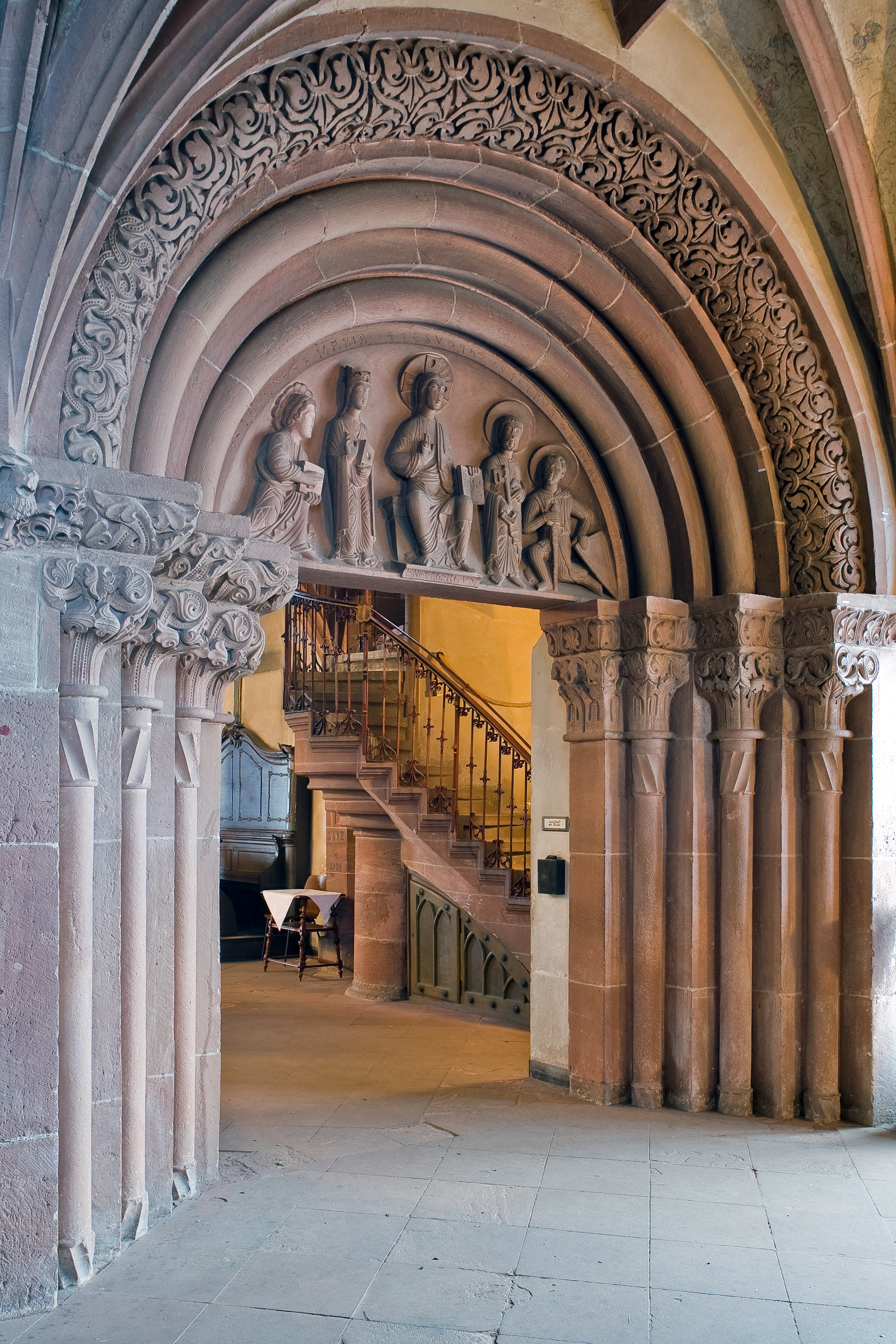
Romaans portaal
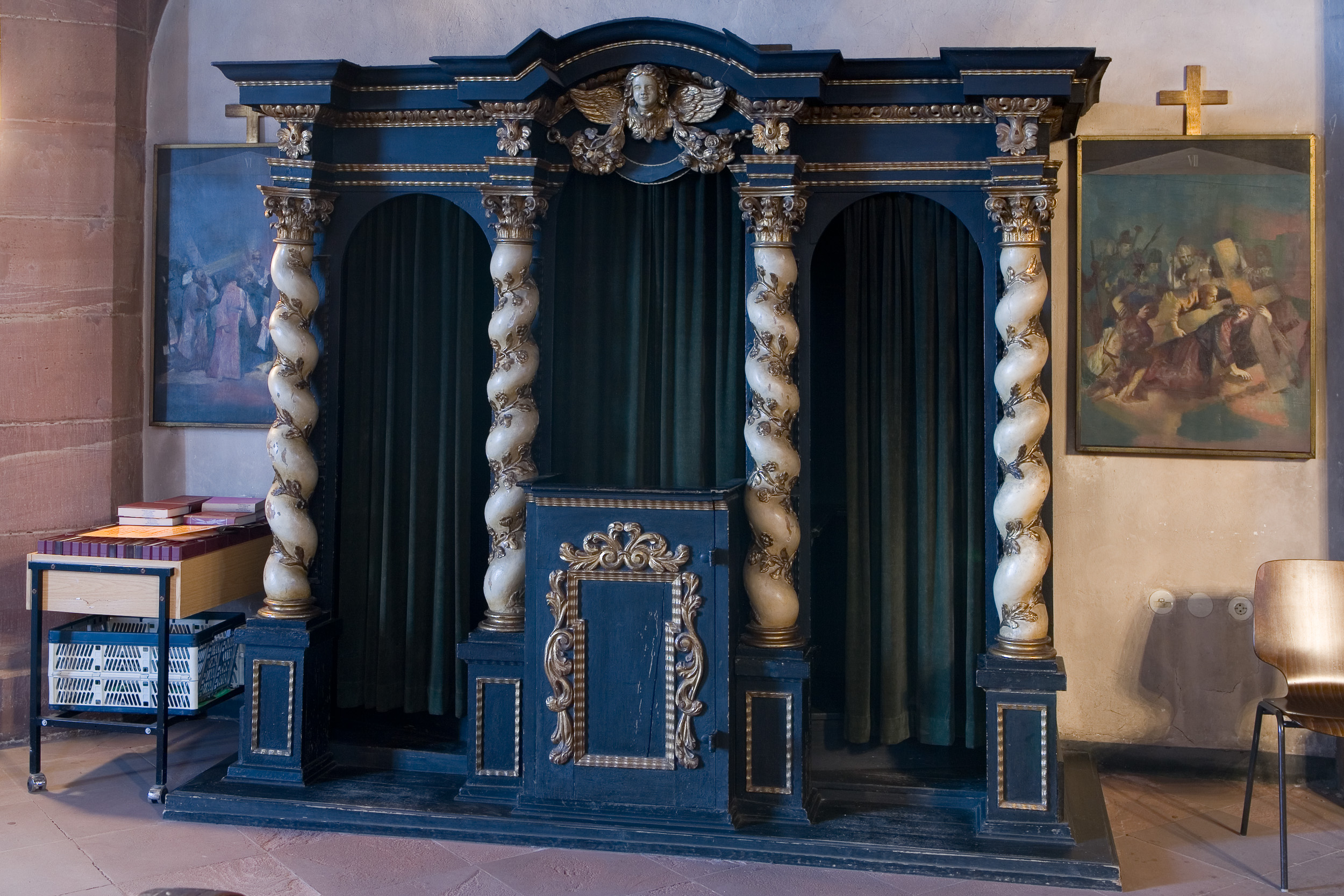
Laatbarokke biechtstoel
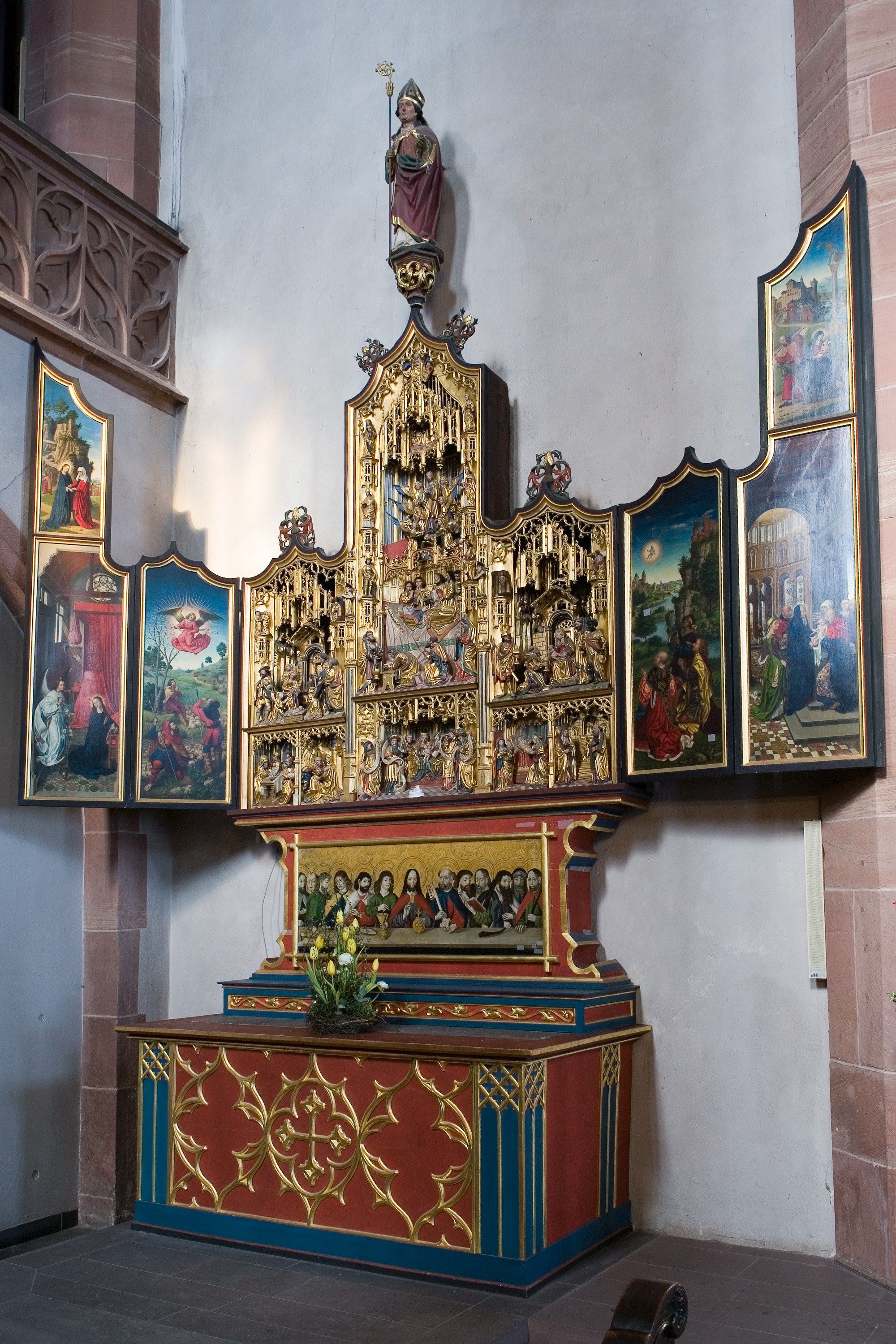
Maria-altaar (1480)
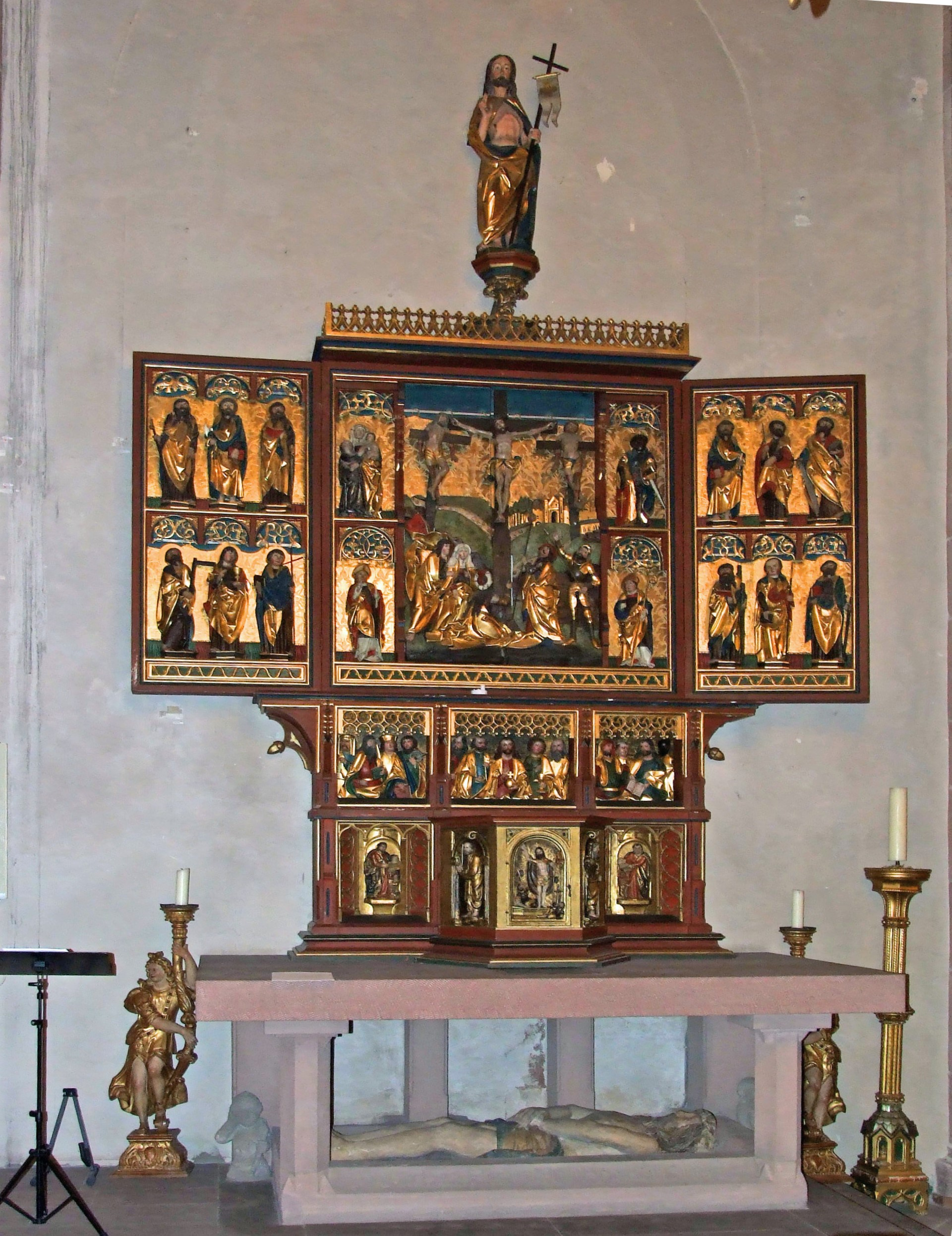
Kruisaltaar (1520)
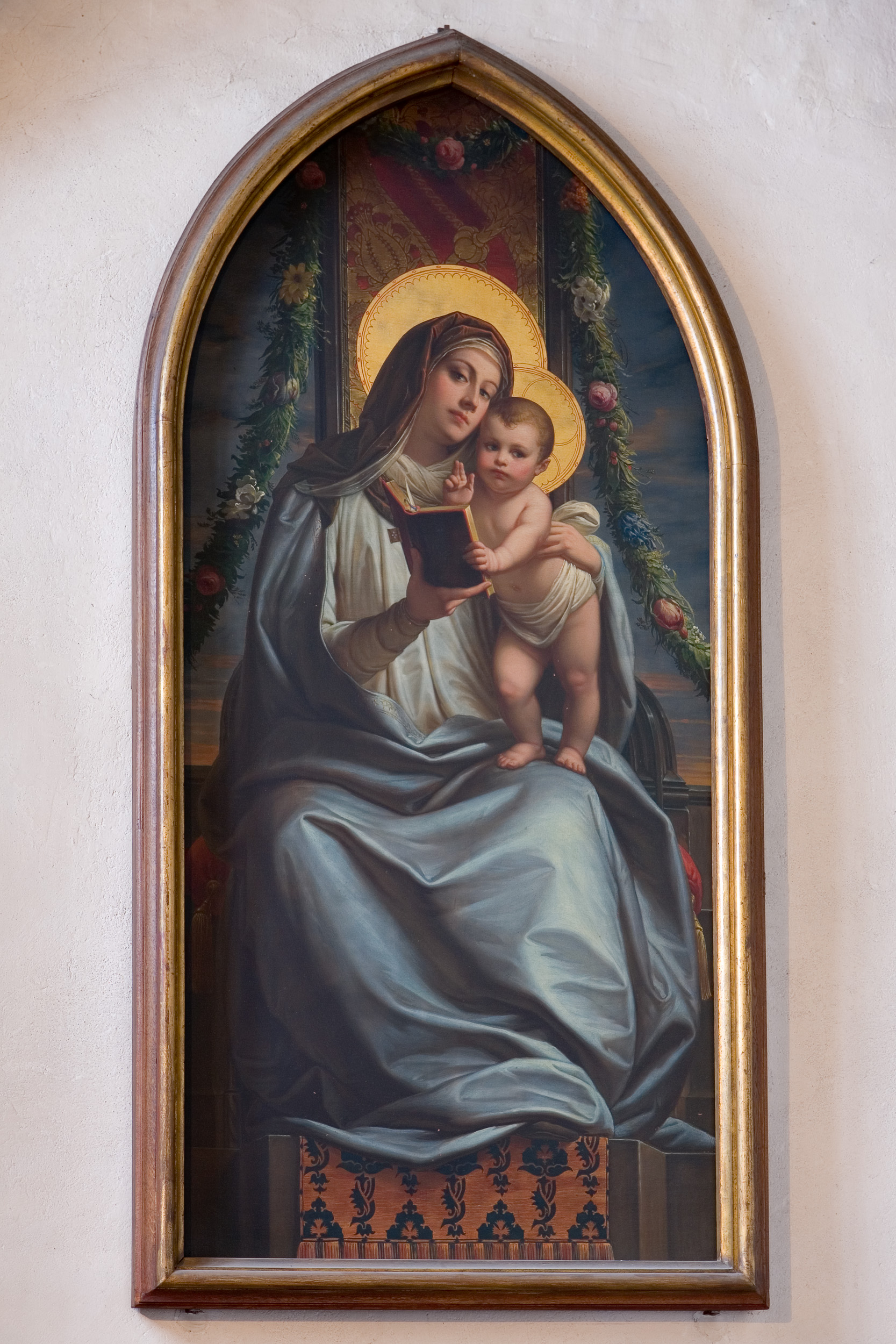
Centrale schilderij van het in de Tweede Wereldoorlog verwoestte Maria-altaar